# Батальон связи Восточной Финляндии
Батальон связи Восточной Финляндии (аббревиатура I-SVP) — это подразделение войск связи Карельской бригады резервной группы финской армии в Векараньярви в Коуволе.

## История
Батальон связи Восточной Финляндии продолжает историю и традиции 2-го связного батальона, основанного в Хельсинки 1 октября 1930 года.
Батальон был сформирован летом 1998 года, когда действующий в Кеуруу батальон связи Центральной Финляндии был упразднён, а его основные части были переведены на озеро Векараньярви. Батальон связи Центральной Финляндии, был образована путём слияния 4-й отдельной роты связи и 5-й отдельной роты связи, а затем ещё одной третьей отдельной роты связи .
Батальон связи Восточной Финляндии тренируется в полевых операциях связи с помощью оборудования системы связи 2 Группы, которое установлено на бронированных машинах серии XA-202 производства Patria (Виестипаси).
Помимо обучения войск, батальон также проводит обучение военной полиции Карельской бригады в штабной роте.

## Задачи
Батальон обучает подразделения связистов в работе полевых условиях с использованием различного оборудования систем связи, которое устанавливается на бронемашины серии XA-202 производства компании Patria. Первая рота батальона, использует радиостанции, размещенные в специальных перевозимых контейнерах CL600, которые по функциям соответствуют военным станциями связи

## Структура батальона
В батальон входить:
- Штаб
- Первая рота связи
- Вторая рота связи